# Gothensee
Der Gothensee ist ein auf der Insel Usedom liegender See im Landkreis Vorpommern-Greifswald in Mecklenburg-Vorpommern. Er liegt im südwestlichen Teil der Gemeinde Heringsdorf. Er hat eine Länge von rund 5,3 Kilometern, eine Breite von etwa 1,3 Kilometern und eine durchschnittliche Tiefe von 1,25 Metern. Der Gothensee ist einer der größeren Seen in Vorpommern. Er liegt in einem Laubmischwald im Naturpark Insel Usedom und ist fast komplett von einem Schilfgürtel umgeben. Durch die geringe Tiefe des Sees und die früher erfolgte Einleitung von Klärwassern ist das Seewasser stark getrübt und es gibt kaum Pflanzen. Das Seeufer bietet vielen Vögeln ein ideales Brut- und Rastgebiet. 
Der Gothensee liegt im Nordteil des Thurbruchbeckens, einer am Ende der letzten Eiszeit durch das Abschmelzen eines Toteisblockes entstandenen Senke. Diese hatte über die Schloonseesenke und die Parchenniederung bei Ahlbeck Verbindung zur Ostsee. Während der Littorina-Transgression verlandete der Zufluss über die Schloonseesenke. Es setzte ein Prozess der Vermoorung der Senke ein, bei dem der Gothensee und der Kachliner See als Restseen bestehen blieben.
Im 19. Jahrhundert wurden große Anstrengungen unternommen, um im Areal des Gothensees und des angrenzenden Thurbruchs durch Entwässerungsmaßnahmen neues Weideland zu gewinnen. Dazu wurde 1819 der Sackkanal, benannt nach dem Oberpräsidenten der Provinz Pommern Johann August Sack, vom Gothensee über den Schloonsee zur Ostsee ausgehoben, über den noch heute das Thurbruch entwässert wird. Zuvor war die Beek der einzige Abfluss des Sees. Der Gothensee wurde bis 1860 mittels wind- und dampfgetriebener Pumpwerke sogar vollständig trockengelegt. Eine vorangegangene mehrjährige Trockenperiode hatte das Unternehmen begünstigt. Es erwies sich jedoch als unrentabel, diesen Zustand auf Dauer beizubehalten. So hatte der See sich 1890 wieder gefüllt.
Der von Theodor Fontane in seinem Roman Effi Briest (1895) erwähnte „Schloon“, eine geheimnisvolle Verbindung zwischen dem Gothensee und der Ostsee mit besonderer Symbolik, entspricht von der Lage her der Mündung des Sack-Kanals in die Ostsee.
Im Jahre 1967 wurde auf einer Fläche von 800 Hektar das Naturschutzgebiet „Gothensee und Thurbruch“ ausgewiesen. Zu dieser Zeit wurden am See 30 Brutpaare des Höckerschwans gezählt. Die einzige Brutkolonie der Trauerseeschwalben im Umkreis von 60 Kilometern befand sich ebenfalls hier. Auch eine artenreiche Unterwasserflora befand sich im Gothensee. In der Mitte der 1980er brach jedoch das ökologische System des Sees zusammen. Sauerstoffmangel und ein übermäßiger Eintrag von Nährstoffen, bedingt durch die Einleitung von Abwässern aus kommunalen und privaten Entsorgungssystemen sowie aus der Landwirtschaft, waren die Ursachen des Verschwindens großer Teile der Tier- und Pflanzenwelt. Nachdem seit den 1990er Jahren der Zufluss von Abwässern stark vermindert wurde, ist eine allmähliche Verbesserung der Wasserqualität zu beobachten.